# 에이지오나 알렉서스
에이지오나 알렉서스(영어: Ajiona Alexus, 1996년 3월 16일 ~ )는 미국의 여자 배우이다. 2017년 드라마 《루머의 루머의 루머》에서 셰리 홀랜드 역, 2018년 드라마 《런어웨이즈》에서 리비 역으로 잘 알려져 있다.